# 大井高政
大井 高政（おおい たかまさ）は、戦国時代の武将。信濃国佐久郡小諸城主。信濃源氏小笠原氏流大井氏の庶流・小諸大井氏。

## 出自
小諸大井氏は長窪大井氏出身の大井光照の四男・光忠によって長享元年（1487年）に信濃国小諸の地に鍋蓋城を築城したのが始まりとされる。 この鍋蓋城と光忠の子の光安が築いた乙女城が後の小諸城の原形となり、後に武田氏や仙石秀久によって近世の小諸城に改修されたとされている。高政は大井光忠を祖とする小諸大井氏の系譜とみられ、年代的に光忠の孫の代であろうか。

## 生涯

### 武田氏の信濃侵攻に抵抗
当初は惣領である岩村田大井氏と共に武田晴信の佐久郡侵攻に対抗していたとみられる。天文12年（1543年）に本家の大井貞隆と望月城主・望月昌頼が武田軍に攻められた際には、望月城を追われた昌頼を小諸に匿っている。同15年（1546年）に本家の大井貞清が降伏した後も降伏せず、耳取城の大井政継と共に抵抗を継続していたとみられる。同19年（1550年）10月に武田軍が砥石崩れで村上義清に大敗すると、村上軍は佐久郡に逆侵攻し、11月には義清自らが小諸城に着陣し、武田方の野沢・桜井山城の宿城に放火したという。このことから、大井高政ら佐久郡の反武田国衆は村上義清の加勢の元で武田氏の侵攻に対抗していたとみられる。
しかし、翌20年（1551年）に村上氏の拠点である砥石城が攻略され、同22年（1553年）に村上義清が武田氏に葛尾城を追われ、周辺に主な武田氏への対抗勢力が消滅してしまう。翌23年（1554年）に武田義信の初陣も兼ねて武田軍により佐久郡の残党掃討が行われ、この際に漸く武田氏に降伏した。降伏後の小諸大井氏は存続を許され、信濃先方衆としてその後も小諸城に在城した。

### 武田氏に信濃先方衆として仕える
武田氏配下となった大井高政は、永禄5年（1562年）10月10日に45人の軍役を定められており、このうち長柄槍五本を在府を理由に免除されている。しかし、19日と同7年（1564年）に再び軍役を定め直されており、何度も武田氏と折衝した形跡がある。武田氏が第四次川中島の戦い後に西上野侵攻を開始すると、高政は小諸城の守備と上野への兵糧輸送を命じられる。
永禄9年（1566年）に武田軍が箕輪城を攻略すると箕輪城城番を命じられるが、この際高政は本領である小諸領を進上する代わりに箕輪周辺に替地をいただきたいと転封を自発的に申請した。この背景としては後方からの兵糧輸送や遠国への城番が小諸大井氏に大きな負担であったこと、前年より佐久郡を不作が襲い財政難に苦しんでいたことなどがある。高政の転封申請は受理され、箕輪への転封処理が完了するまで軍役は16人とされ、完了後は40人とされた。接収された小諸城には城代として下曾根浄喜が赴任し、小諸領は城代領として武田氏直轄領となった。
信玄の没後も引き続き勝頼に仕えた。長篠の戦い後の天正3年（1575年）から翌4年頃に不穏な動きを見せたらしく、一時所領を没収された。その後赦され、嫡男・満安に知行79貫文余と籾子743俵余が宛がわれている。